# Samson (Raff)
Samson ist ein zwischen 1851 und 1857 entstandenes Musikdrama (im Original: Musikalisches Trauerspiel) in drei Abteilungen (fünf Aufzügen) von Joachim Raff (WoO 20) auf ein eigenes Libretto. Die Handlung basiert auf dem biblischen Buch der Richter und ist im Libretto auf das Jahr 1152 v. Chr. datiert.

## Biblischer Hintergrund
Die Handlung der Oper lehnt sich an das Buch der Richter, Kapitel 13–16, an. Das Volk Israel war nach dem Auszug aus Ägypten in der Zeit des Josua in Palästina eingewandert. Unter Missachtung des ersten Gebotes fiel es in den Polytheismus zurück und verehrte neben Jahwe die kanaanäischen Götter. Zur Strafe dafür geriet es in die Knechtschaft der Philister.
Eine Wende kam erst mit dem Auftreten des legendären Samson. Dieser war seiner unfruchtbaren Mutter durch einen Engel als Befreier des Volkes verheißen worden und ein Gottgeweihter, der sein Haupthaar nicht scheren lassen durfte. Samson wurde als Einzelkämpfer häufig in die Tradition der Heroen gestellt und verfügte wie Herakles über übermenschliche Kräfte. Charakterlich galt er als aufbrausend und gewalttätig. Seine Widersacherin und Verführerin Delila, die ihm sein Geheimnis entriss und ihn dadurch zu Fall brachte, war nach dem Buch der Richter eine habgierige Frau, die im Auftrag der Fürsten der Philister handelte. In Raffs Musikdrama wird Delilah hingegen als aufrichtig liebender, nur durch politischen Druck beeinflusster Charakter gezeichnet.
Auch nach der Zeit des Samson befand sich das Volk Israel weiterhin in kriegerischen Auseinandersetzungen mit den Philistern, die nach biblischen Angaben erst zur Zeit Davids besiegt wurden.

## Inhalt

### Erster Abteilung / Erster Aufzug
Tempel der Göttin Astarte in der Stadt Gaza
Die Israeliten haben sich unter der Führung Samsons gegen ihre Unterdrücker, die Pelistim (Philister), erhoben und stehen vor den Toren der Stadt. Im Tempel haben sich die Hauptleute der Pelistim, angeführt von ihrem König, Abimelech, eingefunden, um vor Schlachtbeginn der Göttin Astarte zu opfern. Abimelech verkündet, dass im Falle seines Todes seine Tochter Delilah Königin der Pelistim und Micha, ein israelitischer Überläufer, ihr Gemahl werden soll. Delilah hat Micha immer wieder abgewiesen. Sie nimmt auch nicht am Bittgottesdienst um die Vernichtung der Israeliten teil, da sie den Israeliten Samson liebt und sich wiedergeliebt weiß. Sie bittet die Göttin Baaltis um Samsons Leben und bietet ihr an, sich an seiner Stelle zu opfern. Die Pelistim werden im Kampf besiegt. Die Israeliten setzen unter der Führung Samsons den fliehenden Kriegern bis in den Tempel der Astarte nach. Delilahs Eingreifen verhindert, dass Abimelech von Samson erschlagen wird. Sie fleht auch um Gnade für ihr Volk. Samson gewährt sie unter der Bedingung, dass das Volk Israel von den Pelistim nicht länger unterdrückt wird und seinem Gotte in Freiheit dienen kann. Abimelech, der Oberpriester und die Hauptleute entsagen ihrer Herrschaft über das Volk Israel. Samson und Delilah werden von der begeisterten Menge im Triumph davongetragen.

### Zweite Abteilung / Zweiter Aufzug
Gemach im Palast Abimelechs
Die Israeliten haben sich bis auf wenige Getreue Samsons zerstreut. Dieser hält sich immer noch im Palast Abimelechs auf, um Delilah nahe zu sein. Abimelech misstraut Samson und denkt nicht daran, das gegebene Friedensversprechen zu halten. Er erwägt, Samson töten zu lassen, um sein Volk und seine Tochter, die er aufrichtig liebt, vor größerem Unheil zu bewahren. Ihm ist bewusst, welchen Schmerz er ihr damit zufügen wird, und er tröstet sich mit dem Gedanken, dass sie dereinst sein Handeln verstehen wird. Eile ist geboten, denn Samson hat die Absicht, Gaza zu verlassen. Um ihn überwältigen zu können, braucht Abimelech die Hilfe Delilahs, die ihn bei einem Abschiedstreffen ablenken und entwaffnen soll. Geschickt weiß er Delilahs Befürchtungen wegen Samsons Abreise zu nutzen und bietet ihr an, ihn bei dem Treffen als Geisel gefangen zu nehmen. Die Aussicht, den Geliebten enger an sich binden zu können, sowie ihre Liebe und Vertrauen zum Vater verleiten Delilah, bei dem Unternehmen mitzuwirken. Abimelech erkennt, dass Delilah eine Tötung Samsons nicht verkraften würde und entscheidet sich, Samson zunächst lediglich in Haft zu nehmen. Vor den Fürsten (Seranim) und hohen Priestern des Reiches unterbreitet er seinen Vorschlag. Micha wirft ihm vor, mit der bloßen Inhaftierung Samsons lediglich Rücksicht auf seine Tochter zu nehmen. Samson zu schonen sei Landesverrat, richtiger sei sein Tod. Dieser Auffassung stimmen auch die Seranim zu. Micha ist zutiefst getroffen, dass Abimelech sein Versprechen, ihm Delilahs Hand zu geben, brach. In offener Rebellion ziehen er und seine Leute das Schwert gegen den König. Der Oberpriester beendet den Aufruhr, indem er seinen Vorschlag als Ratschlag der Götter verkündet: Samson soll geblendet und in den Kerker geworfen werden. Die Versammelten, auch Abimelech, beugen sich dem Spruch des Oberpriesters. Abimelech sieht seinen Plan gescheitert und übergibt dem Oberpriester die Regierungsgewalt. Dieser überträgt Micha die Aufgabe, Samson gefangen zu nehmen und zu blenden. Während alle zur Tat aufbrechen, bleibt Abimelech verzweifelt zurück.

### Zweite Abteilung / Dritter Aufzug
Sommerpalast Abimelechs
Samson hat sich den Gepflogenheiten der Pelistim angepasst und sich von seinem eigenen Volk abgewandt. Er beschließt, nach Asien aufzubrechen, um dort Ehre, Macht und Reichtum zu gewinnen und somit besser um Delilah werben zu können. Die letzten Getreuen verlassen ihn. Als er sich von der Geliebten verabschieden will, hält diese ihn auf, indem sie die Erinnerung an die ersten Tage ihrer jungen Liebe beschwört und ihn zu einer Liebesnacht verführt. Zu spät wird Samson durch die Rufe der Schiffer, die ihn auf ihre Reise mitnehmen wollen, an seine Pläne erinnert. Unbemerkt haben sich Micha und seine Männer herangeschlichen und überwältigen den Wehrlosen. Delilah glaubt, den Geliebten nun für immer in ihrer Nähe zu haben. Erst als der Oberpriester verkündet, was mit Samson geschehen soll, wird ihr bewusst, für welchen Plan man sie missbraucht hat. Sie sieht sich von ihrem Vater getäuscht und verflucht ihn.

### Dritte Abteilung / Vierter Aufzug
Kerker
Samson liegt geblendet und an Händen und Füßen gefesselt im Gefängnis. Für den Gott Dagon wird ein besonderes Fest ausgerichtet, bei dem Samson erscheinen soll. Er hat sich vorgenommen, an diesem Tag die Vorhalle des Tempels zum Einsturz zu bringen und so viel Volk wie möglich, vor allem aber deren Würdenträger, mit in den Tod zu reißen. Sein Leben soll durch diese letzte Tat, die Rache an seinen Feinden, noch einen Sinn erhalten. Zur Ausführung seines Planes braucht er einen Helfer, der ihn zu den Säulen des Tempels führt. Er bittet darum, dass ihn ein israelitischer Knabe zum Tempel geleiten darf. Delilah tritt in dieser Tracht auf und gibt sich Samson zu erkennen. Sie erzählt ihm, dass sie versucht habe, in Israel Verbündete zu gewinnen, um ihn zu befreien. Die Israeliten haben sich jedoch erneut dem Joch der Pelistim gebeugt und wollen sich nicht erheben. Samson erhofft sich, dass seine letzte Tat sein Volk aus der Lethargie reißt und das Signal zum Aufstand und zur endgültigen Befreiung gibt. Er erzählt Delilah von seinem Plan. Nachdem sie sich zunächst entsetzt abgewendet hat, beschließt sie, den Geliebten nicht noch einmal zu verraten und gemeinsam mit ihm zu sterben.

### Dritte Abteilung / Fünfter Aufzug
Vorhalle zum Tempel des Beth-Dagon
Vor dem Dagon-Tempel haben sich Volk und Fürsten, unter ihnen Abimelech, Micha und der Oberpriester, versammelt. Es werden Tänze zu Ehren der Götter aufgeführt. Zur Unterhaltung der Anwesenden soll Samson auf Befehl des Oberpriesters zur Harfe singen. Dieser wird von der als Knabe verkleideten Delilah in die Vorhalle geführt. Sein Anblick erinnert Abimelech und Micha schmerzlich an ihre Schuld ihm und Delilah gegenüber. Diese erinnert sich erneut ihrer Pflicht als Tochter und versucht, den Vater vor dem Anschlag Samsons zu retten. Während Samson in seinem Lied die alte Stärke Israels beschwört und dafür von den Pelistim verspottet wird, beauftragt Delilah eine Frau aus dem Volke, den Vater zu warnen. Samson drängt Delilah, ihn, wie verabredet, zwischen die Säulen zu führen, die das Vordach tragen. Da sie sieht, dass Abimelech der Warnung der Frau nicht folgt, stürzt sie sich voller Verzweiflung auf ihren Vater, der sie beglückt in die Arme schließt. Unbemerkt von den Anwesenden, die dem Wiedersehen von Vater und Tochter ihre Aufmerksamkeit widmen, hat Samson die eng zusammenstehenden Säulen auseinandergezogen und bringt so das durch sie getragene Dach zum Einsturz, welches alle Anwesenden unter sich begräbt.

## Entstehungs- und Rezeptionsgeschichte

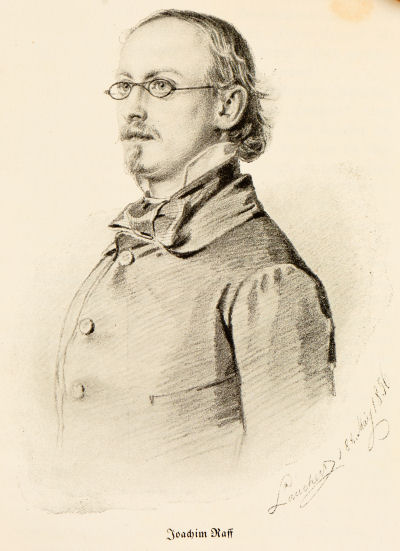
Joachim Raff 1856 zur Entstehungszeit des Samson

Samson ist das zweite von den sechs Bühnenwerken Joachim Raffs. Nach der erfolgreichen Uraufführung seiner Oper König Alfred in Weimar (1851) machte er sich sogleich an die Arbeit für ein Nachfolgewerk. Seine Biographin, Helene Raff, schrieb: „Für sich selbst war Raff damals völlig in das Gebiet des vorklassischen Altertums vertieft. Liszt hatte in Bezug auf ihn den Plan gefasst, Raff sollte, was ihm bei seiner Vorbildung nicht schwer fallen dürfte, in Jena die Doktorwürde zu erlangen suchen, um hernach Sekretär bei der künftigen Goethestiftung oder Custos an der musikalischen Abteilung der weimarischen Bibliothek zu werden. Eine solche Anstellung mit einem kleinen festen Gehalt war Raffs sehnlicher Wunsch; also nahm er alsbald Vorarbeiten zu seiner Doktor-Dissertation in Angriff und wählte für diese Abhandlung den biblischen „Samson“. Drei Abhandlungen sollten das Buch, das er sich vorsetzte, enthalten: 1. über die bisher vorhandene Samson-Literatur, 2. über die Samson-Mythe und 3. über die älteste Geschichte der Philister, nebst einer Menge der nötigen Notizen chronologischen, geographischen, archäologischen und anderen Inhalts. Raff gedachte hierbei zwei Fliegen mit einer Klappe zu schlagen, nämlich zugleich seine Dissertation zu fördern und den Text für ein neues großes Musikdrama. Was Liszt als Urheber dieses Gedankens leitete, war der aufrichtige Wunsch, für Raff eine vorteilhafte Stellung zu erreichen. Aber allmählich wird ihm, vielleicht durch Äußerungen von Fachmännern, klar geworden sein, wie schwierig und ungewiss das Vorankommen in dieser neuen Laufbahn einem jungen Musiker werden müsste. Kurz: der Plan ward nach und nach fallen gelassen, trotzdem Raff sich der wissenschaftlichen Arbeit monatelang gewidmet und mit Bienenfleiß eine Menge Material zusammengetragen hatte. ‚Raff hat einen dicken Band Vorstudien zu seiner biblischen Oper „Simson“ fertig. Die Oper will er nächstes Jahr vollenden.‘ (Liszt an Wagner, Dezember 1851). Raffs Stimmung erlitt hierdurch und durch den Umstand, dass der König Alfred es über den Weimarer Lokalerfolg nicht hinausbrachte, einen empfindlichen Rückschlag.“
Trotzdem vollendete Raff die Komposition 1856 und die Instrumentation 1857. Liszt zeigte sich begeistert: „Die drei Akte, die ich heute Mittag mit Liszt durchgenommen, haben ihn enthusiasmiert.“ Widrige Umstände verhinderten eine Aufführung unter Franz Liszt am Hoftheater in Weimar. Auch in den folgenden Jahren war Raff nicht in der Lage, sein für die Zeit sehr modernes und sängerisch anspruchsvolles Werk an anderen Theatern in Deutschland unterzubringen. Immer wieder scheiterte das Werk an Besetzungsschwierigkeiten oder an der ungeschickten Vorgehensweise Raffs, der sich sogleich in Details der geplanten Inszenierungen einmischte. Mit seiner Abkehr vom Neudeutschen Kreis in Weimar änderten sich auch Raffs künstlerische Ansichten und er selbst lehnte das auf Vermittlung von Ludwig Schnorr von Carolsfeld zustande gekommene Angebot für eine Premiere an der Hofoper in Dresden zunächst ab. Er begann eine Revision des Werkes, die es wesentlich verkürzen und den Einfluss Richard Wagners reduzieren sollte. Mit dieser Umarbeitung kam Raff aber nicht über den ersten Akt hinaus. Der frühzeitige Tod Schnorr von Carolsfelds beendete Raffs Bemühungen um sein Musikdrama. Die erfolgreiche Uraufführung der Oper Samson et Dalila von Camille Saint-Saëns unter der Leitung von Eduard Lassen und dem künstlerischen Direktor Franz Liszt am Weimarer Hoftheater im Dezember 1877 ließen Raff endgültig vor der Aufgabe resignieren und das Musikdrama blieb in seinem Nachlass liegen. Auch nach dem Tod Raffs (1882) kam es zu keiner Aufführung, obwohl sich Hans von Bülow sehr angetan von dem Werk zeigte, als Raffs Gattin, Doris Raff, ihm die Partitur zeigte: „…das (dramatisch)-Gesangliche hat mich fast durchgängig im höchsten Grade überrascht. Reiche, schöne – ‚blühende‘ – Melodik – ungeheuer sangbar – ungeheuer dankbar!“
Die Wiederentdeckung des Samson begann im Jahr 1998. Im Rahmen von Vorstudien zu seiner Joachim-Raff-Reihe nahm der Musikforscher Volker Tosta bei der Staatsbibliothek Berlin Einsicht in die nachgelassenen Werke des Komponisten. Zu dieser Sammlung gehört auch das umfangreiche, zweibändige Partiturautograph des Samson. Als erste Veröffentlichung daraus erschien das Orchestervorspiel zum dritten Akt und wurde 2009 vom Orchester der Norrlands Opera unter der Leitung von Roland Kluttig für das Label Sterling records eingespielt. Im Jahr 2019 gab Tosta bei der Edition Nordstern, Stuttgart, den Klavierauszug zu Samson zum ersten Mal heraus. Nachdem vorherige Versuche gescheitert waren, das Werk bei den Ludwigsburger Schlossfestspielen, den Herbstlichen Musiktagen Bad Urach, der Deutschen Oper Berlin, der Oper Leipzig, dem Bayerischen Rundfunk München, dem Wexford Opera Festival, der Oper Zürich und der Bühne Bern (letztere zwei auf Initiative der Joachim-Raff-Gesellschaft) unterzubringen, gelang es im Jahr 2020 das Deutsche National Theater in Weimar für eine Uraufführung zu gewinnen. Diese fand am 11. September 2022 statt (mit nachfolgenden Vorstellungen). Die musikalische Leitung hat Dominik Beykirch, die Regie Calixto Bieto. Die Hauptrolle, den Samson, sang der Salzburger Peter Sonn. Emma Moore spielte Delilah. Die Uraufführung wurde von Deutschlandfunk Kultur aufgezeichnet und unter anderen am 25. März 2023 vom Österreichischen Rundfunk im Sender Ö1 gesendet. Im Anschluss an die Aufführungsserie wird die Edition Nordstern die Partitur zu Samson veröffentlichen. Im Jahr 2023 zeichnete das Label Swiss Fonogramm das Werk unter der Leitung von Philippe Bach mit Kräften der Bühnen Bern für eine CD-Veröffentlichung auf. Eine konzertante Aufführung im Stadttheater Bern am 8. September 2023 schloss die Aufnahmen ab.

## Musik
Ähnlich wie Wagners Lohengrin ist der Samson nicht nach Nummern, sondern in Szenen und Auftritte gegliedert. Basis für die Musik sind eine Reihe kurzer Leitmotive, die entweder für die handelnden Personen oder deren Seelenzustände stehen. Jeder Aufzug ist mit Ausnahme von einigen Ganzschlüssen im Ballett des fünften Aufzugs durchkomponiert. Trotzdem sind einzelne Abschnitte als Anverwandlungen traditioneller Gesangsnummern erkennbar: Romanze (Delilah, erster Aufzug), Concertato (Finale, erster Aufzug), zweiteilige Arie mit Cantabile und Cabaletta (Abimelech, zweiter Aufzug; Samson, dritter Aufzug), Duett (Abimelech-Delilah, zweiter Aufzug; Samson-Delilah, dritter Aufzug). Der vierte Akt besteht lediglich aus einer Szene zwischen Samson und Delilah und setzt die Vorgaben Wagners für ein Musikdrama radikal um. Nur ganz am Schluss erscheint ein kurzer Ensemblesatz im Unisono der beiden Stimmen. Neben der von den Leitmotiven abgeleiteten Musik finden sich auch individuelle Passagen, die die jeweilige Bühnensituation charakterisieren. Im ersten bis vierten Aufzug orientiert sich das musikalische Geschehen streng an den Vorgaben des Dramas und lässt kaum Raum für die in traditionellen Opern beliebten Genreszenen. Mit der ausladenden Darstellung des Philisterfestes am Beginn des fünften Aufzugs (Festmarsch, Anrufung des Baal, rituelle Tänze) brach Raff aber mit den Anforderungen des Musikdramas und weitet den stilistischen Horizont in Richtung einer grand opéra französischen Zuschnitts.
Der Komponist bewahrt eine gewisse formale Klarheit in der musikalischen Struktur, wobei er gleichzeitig innovative Ansätze in der dramatischen Gestaltung verfolgt. Das Orchester spielt eine zentrale Rolle in der Unterstützung der Handlung und der emotionalen Tiefe der Charaktere, wobei ein komplexes Netz aus Motiven und Themen genutzt wird. Dieser Stil ermöglicht eine reiche, vielschichtige musikalische Textur, die sowohl die dramatischen als auch die narrativen Aspekte der Oper unterstützt. Insgesamt zeigt Samson Raffs Fähigkeit, traditionelle und innovative musikalische Elemente in einem kohärenten und wirkungsvollen musikalischen Ausdruck zu verbinden.
Raff verwendete das gleiche Orchester wie Wagner im Lohengrin, also die Kräfte, die er am Hoftheater Weimar erwarten konnte. Er verwendete damit im Samson die größte Orchesterbesetzung aller seiner Werke. Mehr noch als Wagner setzte Raff aber auf ein kammermusikalisches Klangbild mit zahlreichen Instrumentalsoli. Das volle Orchestertutti wird nur sehr selten eingesetzt.

## Ausgaben
- Volker Tosta: Samson, Musikdrama in drei Abteilungen (fünf Aufzügen) von Joachim Raff. Klavierauszug, Kritische Erstausgabe. Edition Nordstern, Stuttgart 2019, ISMN M-700164-29-4
- Volker Tosta: Samson, Musikdrama in drei Abteilungen (fünf Aufzügen) von Joachim Raff. Partitur, Kritische Erstausgabe. Edition Nordstern, Stuttgart 2024 (geplant)